# The Lover's Ruse
The Lover's Ruse è un cortometraggio muto del 1904 diretto da Lewin Fitzhamon.
È possibile che sia lo stesso film di Poison or Whisky, che risulta prodotto da Hepworth l'anno seguente.

## Trama
Un uomo si avvicina a una donna che sta passeggiando in un prato. Si getta ai suoi piedi ma lei lo respinge. Lui, allora, estrae dalla tasca un piccolo contenitore e sembra berne il contenuto. Poi si accascia. Lei, preoccupata, si prende cura di lui.

## Produzione
Il film fu prodotto dalla Hepworth.

## Distribuzione
Distribuito dalla Hepworth, il film - un cortometraggio della lunghezza di un minuto - uscì nelle sale cinematografiche britanniche nel 1904. Il 28 novembre 1904, fu distribuito negli Stati Uniti dall'American Mutoscope & Biograph.